# Liberate Crimea
Liberate Crimea — міжнародний громадянський рух за деокупацію Криму та підтримку цілісності України, створений у 2018 році.

## Діяльність
Організація займається діяльністю на підтримку цілісності та суверенітету України. Libarate Crimea також займається захистом прав та підтримкою кримськотатарського народу. Активісти руху фіксують грубі порушення міжнародного права і першопричини незліченних порушень прав людини, скоєних в Криму з лютого 2014 року. Організація проводить акції та кампанії, пікети, спрямовані на ненасильницьку деокупацію Криму.

## Структура
Основні координатори:
- Ескендер Барієв — глава правління Кримськотатарського Ресурсного Центру, член Меджлісу кримськотатарського народу.
- Олівер Лооде — експерт Естонського інституту прав людини.
- Андрій Єрмоленко — художник, дизайнер.
- Микола Круцик — представник Асоціації українців у Республіці Ірландія.

Також активну діяльність в організації здійснює мережа волонтерів по всьому світу.

## Акції та кампанії
Учасники міжнародного громадянського руху за деокупацію Криму і солідарність з кримськотатарським народом #LIBERATECRIMEA провели 37 кампаній, акцій, пікетів і флешмобів у різних містах світу й України із закликом об'єднати зусилля для деокупації Криму, відновлення територіальної цілісності України, захисту прав людини в окупованому Криму, реалізації колективних прав кримських татар на своїй батьківщині, підтримки телеканалу ATR, зупинення державного браконьєрства та піратства.

### Акції та пікети із закликом звільнити Крим
Активісти виходили до будівлі посольства Російської Федерації з плакатами «Crimea Shall Be Free», «Putin: Get out of Crimea!», «Freedom and Justice for Crimean Tatars!» та ін., у такий спосіб вони проявляли солідарність із кримськотатарським народом, українцями та людьми інших національностей на півострові, які зберігають честь і гідність та чекають відновлення територіальної цілісності України.

### Створення плакатів та візульного контенту
Влітку 2018 активісти-учасники Міжнародного літнього ліберального табору «Табори Свободи», який реалізовувався Кримськотатарським Ресурсним Центром у співпраці з Естонським інститутом прав людини за підтримки Представництва «Фонду Фрідріха Науманна за Свободу» в Україні, почали розробку серії плакатів для міжнародного громадянського руху #LIBERATECRIMEA. Так, ними були розроблені оригінальні та креативні ідеї плакатів, які згодом український художник Андрій Єрмоленко втілив у життя.

### «Об'єднані прапором— #LIBERATECRIMEA»
У рамках цієї акції національний прапор кримськотатарського народу протягом 9 місяців провів подорож по всьому світу і 26 червня, у день кримськотатарського прапора, повернувся до Києва. За словами Миколи Круцика, голови «Асоціації Українців в Ірландії», ця акція спрямована на інформування світу про окупацію Криму, порушення прав людини, а також на об'єднання зусиль для найближчої деокупації півострова.

### Акція протесту проти окупації
10 грудня 2018 року активісти міжнародного руху #LIBERATECRIMEA з Ірландії, Великобританії, Франції, Польщі, Австрії, Латвії, Литви, Естонії, Люксембургу, Бельгії та України провели акцію протесту перед посольством Російської Федерації в Естонській Республіці. Учасники організували перед посольством живий ланцюг і вимагали звільнення Криму, кримського адвоката Еміля Курбедінова, українських політв'язнів і українських військовополонених.

### Діяльність в окупованому Криму
На півострові активісти міжнародного громадянського руху за деокупацію Криму і солідарність з кримськотатарським народом #LIBERATECRIMEA розклеїли листівки до дня кримського опору російській окупації з написом «Окупація Криму — дорога в нікуди!». Ця акція вже була третьою. Напередодні активісти розклеювали листівки з написами «Рішення водної проблеми півострова — деокупація» і «Міжнародна спільнота ніколи не визнає Крим російським».

### Акції та кампанії проведені до 5-ї річниці окупації Криму
У багатьох містах України та світу пройшли акції, присвячені 5-й річниці окупації Криму. Так, заклик звільнити Крим пролунав у таких містах, як Рига, Таллінн, Порту, Люксембург, Гельсінкі, Брюссель, Прага, Відень, Хемніц, Берлін, Анкара, Стамбул, Київ, Львів, Мелітополь, Генічеськ, Вінниця, Полтава та ін. Активісти міжнародного руху #LIBERATECRIMEA спільно з Міністерством інформаційної політики України запустили у Києві сітілайтову кампанію, присвячену 5-й річниці російської агресії проти України, з гаслами «Росія — країна-окупант», «5 років окупації», «5 років опору» та ін. Також, на вулицях Варшави з'явилися плакати з хештегом #LIBERATECRIMEA, присвячені 5-й річниці окупації Криму, з написом «20 лютого 2014 року Росія почала окупацію українського Криму. На яку країну Путін нападе далі?». Таким способом мешканцям і гостям міста нагадали про незаконну окупацію Криму Росією. 15 лютого 2019 року у Львівському органному залі за підтримки Кримськотатарського Ресурсного Центру та міжнародного руху #LIBERATECRIMEA відбувся концерт «Відлуння Криму у Львові», присвячений 5-й річниці окупації Криму. На заході студенти Львівської музичної академії виконали твори композиторів-кримчан, а також тих, які надихалися особливою культурою півострова. До концерту приєдналися близько сотні людей і проявили свою солідарність із Кримом. 28 лютого у столичному концерт-клубі «Теплий Ламповий» Ліберально-демократична ліга України та Кримськотатарський Ресурсний Центр за підтримки міжнародного руху #LIBERATECRIMEA організували благодійний музичний фестиваль «Songs for Freedom». На заході українська молодь проявила солідарність із політв'язнями Криму і кримськотатарським народом. За підсумками фестивалю було зібрано 10 000 грн для дітей політв'язнів Криму.

### Кампанія: «Кандидат, скажи: чий Крим?»
Кампанія була спрямована на моніторинг програм кандидатів у президенти України на наявність плану деокупації Криму, плану заходів щодо захисту прав людини в окупованому Криму, а також реалізації колективних прав кримськотатарського народу в Україні.

### Кампанія: «Депутате, допоможи бранцям Кремля»[2]
Кампанія розпочала у 2021 році. Для її втілення активістами Liberate Crimea було розіслано більш ніж 400 листів до депутатів Верховної Ради України з проханням щодо моніторингу ситуації з політичними в'язнями, які перебувають на території Російської Федерації, а також взяття їх під свою опіку.

### Кампанія: «Чи болить?»[3]
У лютому 2021 році стартувала кампанія «Чи болить?». Вона направлена на те, аби нагадати міжнародному суспільству про окупацію Криму, про порушення прав людини на півострові, про системні репресії РФ щодо українського та кримськотатарського народів та про те, що після семи років про Крим не забули. Незважаючи на такий великий проміжок часу, у кожного українця, у кожного кримського татарина, у кожної небайдужої людини болить за долю півострова та за кримчан, котрі постраждали від рук окупанта. В ході кампанії активістами міжнародного руху за деокупацію Криму і солідарність з кримськотатарським народом #LIBERATECRIMEA були розроблені тематичні плакати та набули свого професійного вигляду завдяки українському художнику Андрію Єрмоленко.